# Blanc Dame
Blanc Dame ist eine alte Weißweinsorte, die in der Weinbauregion Sud-Ouest im Südwesten von Frankreich angebaut wird. Sie ist in den Départements Gers und Pyrénées-Atlantiques für den gewerblichen Weinbau zugelassen, wird allerdings nur selten verwendet. Im Jahr 1998 wurde eine bestockte Rebfläche von nur noch 9 Hektar erhoben. In Sud-Ouest steht die Sorte häufig im gemischten Satz und wird auch als Tafeltraube verwendet.
Die Weißweine sind leicht und sehr einfach. Eine untergeordnete Rolle spielt die Rebsorte bei der Herstellung des Armagnac.
Für den Weinbau wurde bislang ein Klon, die Nummer 1111 freigegeben. Eine im Jahr 2007 veröffentlichte Studie belegt, dass die Rebsorte Blanc Dame genetisch mit der Rebsorte Folle Blanche verwandt ist.
Siehe auch den Artikel Weinbau in Frankreich sowie die Liste von Rebsorten.

## Ampelographische Sortenmerkmale
In der Ampelographie wird der Habitus folgendermaßen beschrieben:
- Die Triebspitze ist offen. Sie ist weißwollig behaart, mit karminrotem Anflug.  Die gelblichen Jungblätter sind bronzefarben gefleckt (Anthocyanflecken)
- Die großen Blätter sind ungebuctet oder mäßig fünflappig (siehe auch den Artikel Blattform). Die Stielbucht ist leicht offen oder geschlossen. Der Blattrand ist stumpf gezahnt. Die großen Zähne sind im Vergleich zu anderen Rebsorten weit gesetzt. Die Blattoberfläche (auch Spreite genannt) ist blasig derb.
- Die kegel- bis walzenförmige Traube ist groß, geschultert und dichtbeerig. Die rundlichen oder leicht elliptischen Beeren sind mittelgroß. Sie sind bei Vollreife von weißlich-gelber Farbe.

Die Rebsorte Blanc Dame reift circa 20 Tage nach dem Gutedel und ist gilt damit für eine Rebsorte international als mittelspät reifend. Die Sorte gilt als mäßig wüchsig. Sie ist eine Varietät der Edlen Weinrebe (Vitis vinifera). Sie besitzt zwittrige Blüten und ist somit selbstfruchtend. Beim Weinbau wird der ökonomische Nachteil vermieden, keinen Ertrag liefernde, männliche Pflanzen anbauen zu müssen.

## Synonyme
Die Rebsorte Blanc Dame ist auch unter den Namen Blanc Madame, Blanquette, Blanquette grise, Clairette de Gascogne, Claret, Claret de Gascogne, La Claréto, Lou Claret und Sémillon des Charentes bekannt.